# Qatar Islamic Bank

Logo

Die Qatar Islamic Bank (QIB, arabisch مصرف قطر الإسلامي, DMG Maṣrif Qaṭar al-Islāmī) ist ein Geldinstitut in Katar mit Hauptsitz in Doha. Sie wurde 1982, als erste nach Grundsätzen des Islams geführte Bank des Emirats, gegründet und ist heute (nach Eigenangaben)  mit einem Marktanteil von rund 11 % insgesamt und rund 40 % im Sektor Islamisches Bankwesen das zweitgrößte Kreditinstitut  sowie die größte Privatbank des Landes. Sie ist an der Börse von Katar notiert und zählt dort zu den größten Unternehmen. Der Umsatz belief sich 2022 auf umgerechnet 2,3 Milliarden US-Dollar. Für das Geschäftsjahr 2022 wies die QIB-Aktie einen vorläufigen Nettogewinn von rund 4 Milliarden Katar-Riyal aus. Der Staatsfonds Qatar Investment Authority hält mit 17,2 % (Stand 2022) einen Minderheitsanteil. Die QIB betreibt mehr als 20 Zweigstellen im Land, darüber hinaus je eine Niederlassung im Sudan (QIB-Sudan), im Libanon (Arab Finance House) und am Finanzplatz London (QIB-UK). Sie hat rund 170.000 Privatkunden und 3000 Firmenkunden. Ein Schariarat überwacht, dass Geschäftstätigkeit und Finanzprodukte islamischen Prinzipien entsprechen. Group CEO ist Bassel Gamal, Chairman ist Scheich Dschassim ibn Hamad ibn Dschassim ibn Dschabr Al Thani (ein Sohn von Hamad ibn Dschasim ibn Dschabr Al Thani).